# دهان‌عقیق
دهان‌عقیق جماعت و شهرکی در جنوب غربی کشور تاجیکستان است که در ناحیهٔ خراسان ولایت ختلان قرار دارد. جمعیت این جماعت ۸۸۳۸ است.